# 미타 히로코
미타 히로코(일본어: 三田寛子, 1966년 1월 27일 ~ )는 일본의 여성 가수이자 배우이다. 본명은 나카무라 아츠코(中村敦子).
1980년에 잡지 세븐틴 모델로, 1982년 3월 21일에 아이돌 가수로 데뷔했다. 이 때 같이 데뷔한 동기로 호리 치에미, 나카모리 아키나, 코이즈미 쿄코, 이시카와 히데미, 마츠모토 이요, 하야미 유, 시부가키타이 등이 있고 이들을 일컬어 “꽃의 82년조”(花の82年組)라고 부른다.